# Jean Keller
Pour les articles homonymes, voir Keller.
Jean Keller, né le 22 juin 1905 à Paris et mort le 5 mai 1990 à Asnières-sur-Seine, est un athlète français.
4e du 3 000 mètres par équipe des Jeux olympiques d'été de 1924 à Paris, il termine 8e du 800 mètres et 11e du 1 500 mètres aux Jeux olympiques d'été de 1928 à Amsterdam. Aux Jeux olympiques d'été de 1932 à Los Angeles, il est éliminé en séries du 800 mètres.
Il est sacré champion de France du 800 mètres en 1930, 1931, 1932 et 1933. Il est vice-champion du France du 800 mètres en 1928 et en 1929, et du 1 500 mètres en 1928. Il est troisième du 3 000 mètres aux Championnats de France d'athlétisme 1924.
Jean Keller est sélectionné 23 fois en équipe de France ; il devient par la suite journaliste sportif.